# Condado de Douglas (Dakota do Sul)
O Condado de Douglas é um dos 66 condados do Estado americano da Dakota do Sul. A sede do condado é Armour, e sua maior cidade é Armour. O condado possui uma área de 1 124 km² (dos quais 2 km² estão cobertos por água), uma população de 3 458 habitantes, e uma densidade populacional de 3 hab/km² (segundo o censo nacional de 2000). O condado foi fundado em 1873.